# Kanalhuset
Kanalhuset är en byggnad vid Lindholmsallén i Lundbyhamnen, på Norra Älvstranden på Hisingen i Göteborg, där Sveriges Television, Sveriges Radio och Utbildningsradion har sina verksamheter. Huset uppfördes 2002–2003 efter ritningar av Arkitekterna Krook & Tjäder. Byggnaden byggdes ursprungligen för kameraföretaget Victor Hasselblad AB som dock flyttade ut efter en kort tid. Lokalerna byggdes därefter om och till med cirka 1 000 kvadratmeter och anpassades för medieverksamhet. Byggnaden har stora glaspartier och ligger vid vattenbrynet.
Medieverksamheten flyttade till Kanalhuset från Synvillan i Torp mellan den 1 mars och 30 juni 2007, vilket var sista datumet för sändning enligt avtal. Lokalytan i Kanalhuset är 13 000 kvadratmeter, vilket är 12 000 kvadratmeter mindre än i det Synvillan, som byggdes på sjuttiotalet. Kanalhuset har två studior medan Synvillan hade tre. Detta speglar den tekniska utvecklingen, med mindre platskrävande, digital teknik som kräver mindre personal. Dessutom spelas en del svenska program in av privata företag med egna lokaler, vilket inte gjordes på 1970-talet. Cirka 400 personer arbetade i huset vid starten.

## SVT Väst

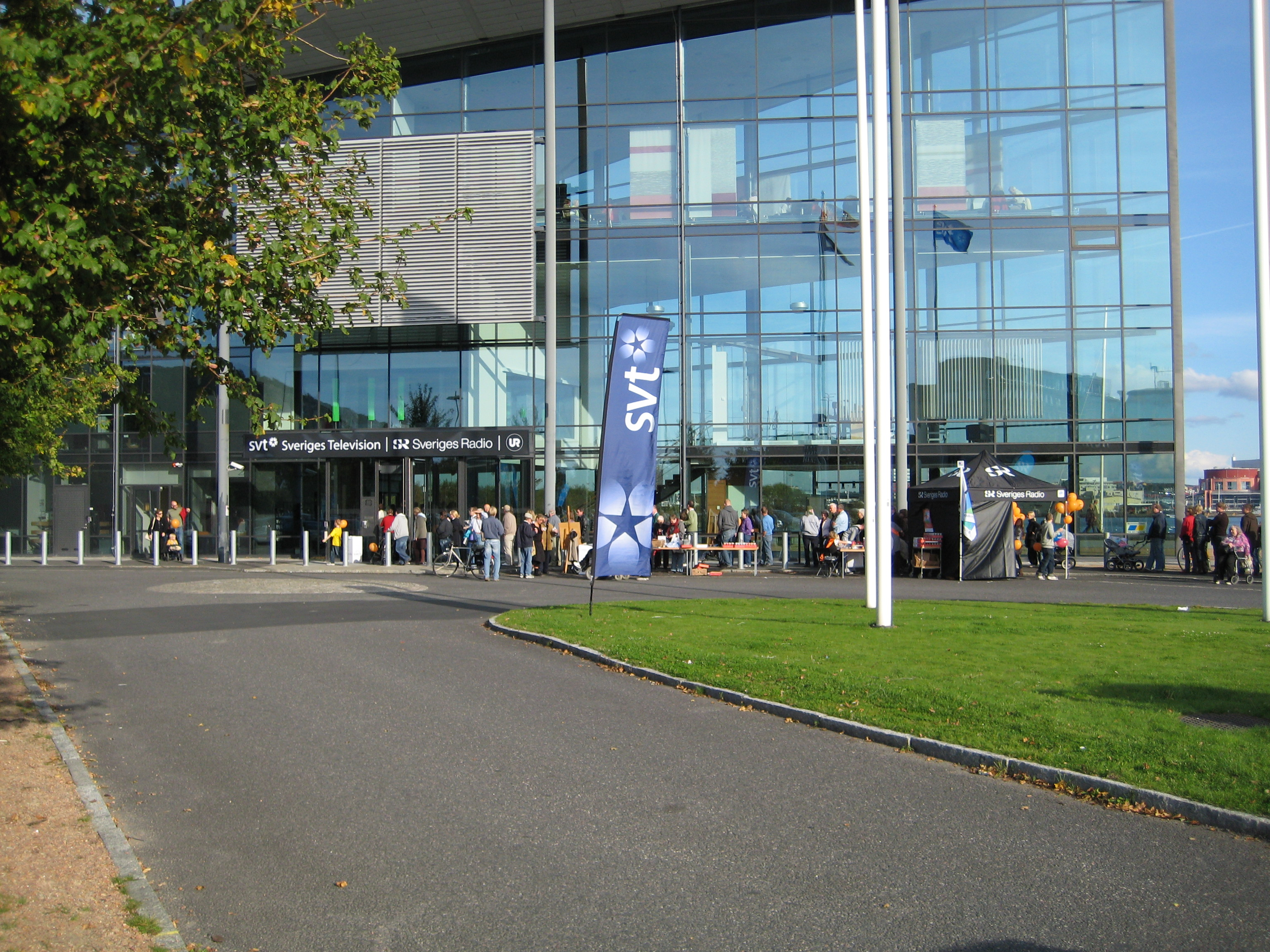
Kanalhuset under öppet hus.

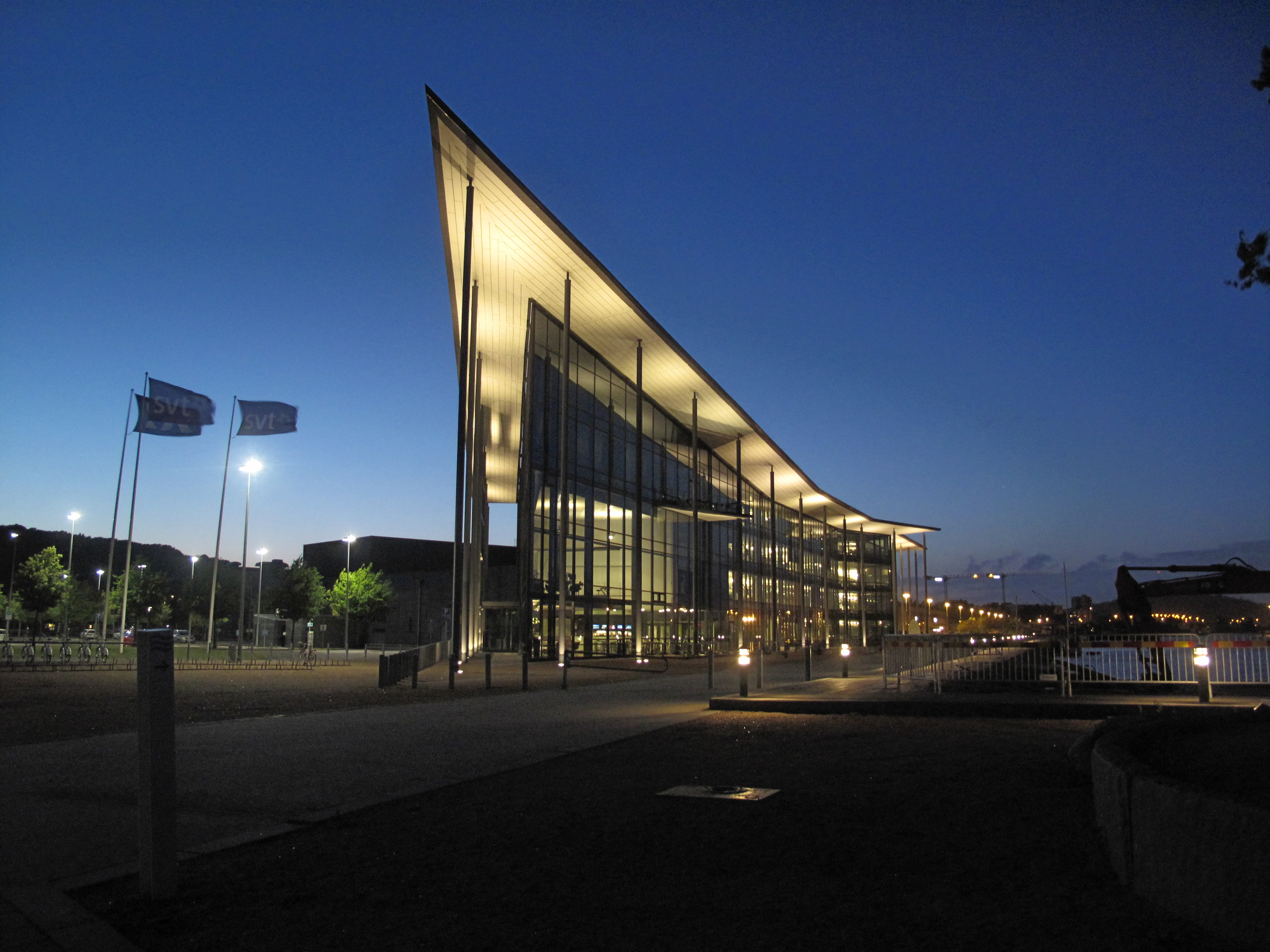
Kanalhuset i skymningsljus.

Sveriges Television upptar de största utrymmena i Kanalhuset, med en större TV-studio på 425 m² samt en sändningsplats på 100 m² för det lokala nyhetsprogrammet Lokala Nyheter Väst och riksprogrammet Landet runt. Synvillan, SVT och SR:s tidigare enhet, hade studior på 600 respektive 130 m².[källa behövs]

### Exempel på produktioner från SVT Göteborg
- Opinion live (sedan februari 2020 ersatt av Sverige Möts)
- Uppdrag granskning
- Filmkrönikan
- Andra Avenyn (producerades i hyrda lokaler i närheten)
- Vem vet mest?
- Doobidoo
- Smartare än en femteklassare
- På spåret
- Här är ditt liv
- Lokala Nyheter Väst
- Molanders
- Landet runt

## Sveriges Radio Göteborg
Sveriges Radio har lokaler högst upp i huset och en radioteater som ligger bredvid den stora TV-studion på nedersta våningen. Där produceras programinnehåll till de rikstäckande kanalerna och den lokala radiokanalen P4 Göteborg.
Sändningarna från Göteborg görs uteslutande med teknik från Mandozzi och deras system Gmix och Serix.

### Exempel på rikssända program från Sveriges Radio i Göteborg
- Kaliber, sänds i P1
- Språket, sänds i P1
- P4 extra, flera dagar i veckan sänds programmet av SR Göteborg i P4
- Kvällspasset, produceras och sänds av SR Göteborg i P4 förutom på sommaren
- Ring så spelar vi, vissa sändningar från Göteborg i P4
- Ring P1, vissa sändningar från Göteborg i P1
- Karlavagnen, vissa sändningar från Göteborg i P4
- Public Service, produceras av SR Göteborg för Godmorgon, Världen i P1
- SöndagsMorgan i P4, sänds i P4 men produceras och sänds av Prodbolaget Muncks kontor i Göteborg.
- Fråga Agnes Wold

## UR
Utbildningsradion har en mindre enhet i Göteborg som bland annat gör programinnehåll till Kunskapskanalen.